# Мехмед Беговић
Мехмед Беговић (Требиње, 8. април 1904 — Београд, 7. октобар 1990) био је југословенски правник, универзитетски професор и академик САНУ.

## Награде
- Седмојулска награда (1972)[1]
- Орден рада са црвеном заставом (1965)[1]
- Орден Републике са сребрним венцем (1974)[1]

## Дела
- О положају и дужностима муслиманке према исламској науци у духу данашњег времена, Београд 1931.
- О изворима шеријатског права (О праменецх шарí‘атскéхо прáва, Београд, 1933.
- Шеријатско брачно право: са кратким уводом у изучавање шеријатског права, Београд 1936.
- Муслимани у Босни и Херцеговини, Београд, 1938.
- Породично право. Део 1, Брачно право, Београд, 1946
- Породично право. Део 2, Родитељско право, Београд, 1947.
- Породично право. Део 3, Старатељско право, Београд 1947.
- Породично право, Београд, 1948, 1952, 1953, 1957, 1959, 1961
- Вакуфи у Југославији, Београд, 1963.
- Рударска баштина у Србији у XВ и XВИ веку, Београд, 1971.